# Irene Fuhrmann
 (juin 2024).
Si vous disposez d'ouvrages ou d'articles de référence ou si vous connaissez des sites web de qualité traitant du thème abordé ici, merci de compléter l'article en donnant les références utiles à sa vérifiabilité et en les liant à la section « Notes et références ».
Irene Fuhrmann, née le 23 septembre 1980 à Vienne en Autriche, est une footballeuse internationale autrichienne ayant joué au poste de milieu de terrain, reconvertie entraîneuse. 

## Biographie

### En club
Irene Fuhrmann découvre le football grâce à ses frères et c'est à l'université, ayant choisi l'option « football féminin », qu'un professeur lui conseille de rejoindre un club.
Elle joue pour l'USC Landhaus Vienne dès la saison 1999-2000 et y reste jusqu'en 2008, avec un prêt lors de la saison 2002-2003 à l'Innsbrucker AC. Avec le club viennois, elle gagne trois coupes d'Autriche et deux championnats lors de ses trois premières saisons. Elle a joué 129 matchs et a marqué 45 buts en championnat, et elle a également joué des matchs de coupe d'Europe avec les deux clubs.

### En sélection (joueuse)
Irene Fuhrmann a honoré sa première sélection en équipe d'Autriche à l'automne 2002 contre la Suisse et elle a joué en tout 22 matchs et marqué 3 buts entre 2002 et 2008.

### En sélection (sélectionneuse)
Irene Fuhrmann décide en 2008 de devenir entraîneure et est nommée adjointe d'Ernst Weber jusqu'au décès de celui-ci en 2011. Elle est ensuite sélectionneuse des U19 autrichiennes jusqu'en 2017, puis redevient adjointe de l'équipe première, le sélectionneur étant Dominik Thalhammer, pour finir par succéder à celui-ci en 2020.
L'échec de l'équipe nationale face à la Pologne en play-off de qualifications à l'Euro 2025 ne l'empêche pas de continuer à la tête de la sélection.

## Palmarès
- USC Landhaus Vienne
  - Vainqueure de la coupe d'Autriche en 2000, 2001 et 2002
  - Vainqueure du championnat d'Autriche en 2000 et 2001